# 에피클레시스
에피클레시스(epiclesis) 또는 성령 청원 기도(聖靈請願祈禱)는 일부 기독교 교파에서 아나포라(성찬기도) 중에 사제가 성령에게 성찬용 빵과 포도주에 강복해 달라고 청원하는 기도이다.
대다수 동방 교회 전통에서는 에피클레시스가 아남네시스 뒤에 있지만, 서방 전례에서는 에피클레시스가 앞에 있다.

## 동방 전례

### 성 요한 크리소스토모스 성찬예배
사제: (작은 소리로) 또한 우리가 당신께 이 영적이고 피 흘림 없는 예배를 바치며, 당신을 부르고 당신께 기도하고 당신께 간청하나니, 당신의 거룩한 성령을 우리와 여기 바친 봉헌물 위에 보내주소서.
보제: 사제(주교)여, 이 거룩한 빵을 축복하소서.
사제: (거룩한 빵을 축복하며 말한다.) 이 빵이 그리스도의 고귀한 몸이 되게 하소서.
보제: 아멘. 사제(주교)여, 이 거룩한 잔을 축복하소서.
사제: 이 잔에 들어있는 것이 그리스도의 고귀한 피가 되게 하소서.
보제: 아멘. 사제(주교)여, 이 둘을 축복하소서.
사제: 당신의 성령을 통하여 이 봉헌물을 변화시켜 주소서.
보제: 아멘. 아멘. 아멘.